# Élections départementales de 2015 dans la Meuse
Les élections départementales ont eu lieu les 22 et 29 mars 2015.

## Contexte départemental

### Assemblée départementale sortante
Avant les élections, le conseil général de la Meuse est présidé par Christian Namy (UDI). Il comprend 31 conseillers généraux issus des 31 cantons de la Meuse. Après le redécoupage cantonal de 2014, ce sont 34 conseillers qui seront élus au sein des 17 nouveaux cantons de la Meuse.
| Parti                                | Sigle | Sigle | Élus |
| ------------------------------------ | ----- | ----- | ---- |
| Majorité (18 sièges)                 |       |       |      |
| Divers droite                        |       | DVD   | 6    |
| Union des démocrates et indépendants |       | UDI   | 6    |
| Union pour un mouvement populaire    |       | UMP   | 5    |
| Mouvement pour la France             |       | MPF   | 1    |
| Opposition (13 sièges)               |       |       |      |
| Parti socialiste                     |       | PS    | 10   |
| Parti communiste français            |       | PCF   | 1    |
| Parti radical de gauche              |       | PRG   | 1    |
| Divers gauche                        |       | DVG   | 1    |
| Président du conseil général         |       |       |      |
| Christian Namy (UDI)                 |       |       |      |

### Assemblée départementale élue
Le 1er avril 2015, Claude Léonard (UMP), seul candidat, est élu avec 26 voix au poste de président du conseil départemental de la Meuse.
| Parti                                | Sigle | Sigle | Élus |
| ------------------------------------ | ----- | ----- | ---- |
| Majorité (26 sièges)                 |       |       |      |
| Divers droite                        |       | DVD   | 13   |
| Union des démocrates et indépendants |       | UDI   | 3    |
| Union pour un mouvement populaire    |       | UMP   | 9    |
| Mouvement pour la France             |       | MPF   | 1    |
| Opposition (6 sièges)                |       |       |      |
| Parti socialiste                     |       | PS    | 4    |
| Parti communiste français            |       | PCF   | 2    |
| Divers (2 sièges)                    |       |       |      |
| Front national                       |       | FN    | 2    |
| Président du conseil départemental   |       |       |      |
| Claude Léonard (UMP)                 |       |       |      |

## Résultats à l'échelle du département

### Résultats par nuances du ministère de l'Intérieur
Les nuances utilisées par le ministère de l'Intérieur ne tiennent pas compte des alliances locales.
| Binômes     | Binômes            | Premier tour | Premier tour | Second tour | Second tour | Sièges |
| Binômes     | Binômes            | Voix         | %            | Voix        | %           | Sièges |
| ----------- | ------------------ | ------------ | ------------ | ----------- | ----------- | ------ |
|             | DVD                | 19 217       | 27,76        | 16 782      | 28,22       | 16     |
|             | UMP                | 6 182        | 8,93         | 6 325       | 10,64       | 6      |
|             | UDI                | 4 721        | 6,82         | 4 977       | 8,37        | 0      |
|             | Union de la droite | 2 843        | 4,11         | 4 050       | 6,81        | 4      |
|             | DLF                | 143          | 0,21         |             |             |        |
| Droite      | Droite             | 33 106       | 47,83        | 32 134      | 54,04       | 26     |
|             |                    |              |              |             |             |        |
|             | FN                 | 20 936       | 30,25        | 14 439      | 24,28       | 2      |
|             |                    |              |              |             |             |        |
|             | PS                 | 12 212       | 17,64        | 11 338      | 19,07       | 4      |
|             | PCF                | 2 280        | 3,29         | 1 553       | 2,61        | 2      |
|             | EÉLV               | 451          | 0,65         |             |             |        |
|             | FG                 | 233          | 0,34         |             |             |        |
| Gauche      | Gauche             | 15 176       | 21,92        | 12 891      | 21,68       | 6      |
|             |                    |              |              |             |             |        |
| Inscrits    | Inscrits           | 138 345      | 100,00       | 122 553     | 100,00      |        |
| Abstentions | Abstentions        | 64 920       | 46,93        | 58 499      | 47,73       |        |
| Votants     | Votants            | 73 425       | 53,07        | 64 054      | 52,27       |        |
| Blancs      | Blancs             | 3 011        | 4,10         | 3 168       | 4,95        |        |
| Nuls        | Nuls               | 1 196        | 1,63         | 1 422       | 2,22        |        |
| Exprimés    | Exprimés           | 69 218       | 94,27        | 59 464      | 92,83       |        |

### Analyses
La droite et le centre, avec 54,04 % des suffrages au second tour, remportent 13 des 17 cantons du département, soit 26 sièges. La gauche, avec 21,68 % des suffrages, obtient 3 cantons, soit 6 sièges. Le Front national, avec 24,28 % des voix, obtient pour la première fois un canton, et donc deux sièges au conseil.
Le département passe du centre à la droite avec l'élection de  Claude Léonard (UMP) à la présidence du conseil départemental, à la place de Christian Namy (UDI) qui n'a pas réussi à devenir conseiller départemental.

### Résultats par canton
| Canton                      | Conseiller sortant       | Parti                 | Parti       | Conseiller élu            | Parti           | Parti           |
| --------------------------- | ------------------------ | --------------------- | ----------- | ------------------------- | --------------- | --------------- |
| Ancerville                  | Jean-Louis Canova        |                       | DVD         | Jean-Louis Canova         |                 | DVD             |
| Ancerville                  | Jean-Louis Canova        | Hélène Sigot-Lemoine  | DVD         |                           | UMP             |                 |
| Bar-le-Duc-Nord             | Roland Corrier*          |                       | PS          | Canton supprimé           | Canton supprimé | Canton supprimé |
| Bar-le-Duc-Sud              | Diana André              |                       | PS          | Canton supprimé           | Canton supprimé | Canton supprimé |
| Bar-le-Duc-1                | Canton créé              | Canton créé           | Canton créé | Patricia Champion         |                 | UDI             |
| Bar-le-Duc-1                | Canton créé              | Canton créé           | Canton créé | Arnaud Merveille          |                 | UMP             |
| Bar-le-Duc-2                | Canton créé              | Canton créé           | Canton créé | Gérard Abbas              |                 | UMP             |
| Bar-le-Duc-2                | Canton créé              | Canton créé           | Canton créé | Martine Joly              |                 | UDI             |
| Belleville-sur-Meuse        | Canton créé              | Canton créé           | Canton créé | Régine Munerelle          |                 | DVD             |
| Belleville-sur-Meuse        | Canton créé              | Canton créé           | Canton créé | Yves Peltier              |                 | MPF             |
| Bouligny                    | Canton créé              | Canton créé           | Canton créé | Jocelyne Antoine          |                 | DVD             |
| Bouligny                    | Canton créé              | Canton créé           | Canton créé | Jean-Marie Missler        |                 | DVD             |
| Charny-sur-Meuse            | Yves Peltier             |                       | MPF         | Canton supprimé           | Canton supprimé | Canton supprimé |
| Clermont-en-Argonne         | Christian Ponsignon      |                       | PS          | Jean-François Lamorlette  |                 | UMP             |
| Clermont-en-Argonne         | Christian Ponsignon      | Arlette Palanson      | PS          |                           | UMP             |                 |
| Commercy                    | Alain Verneau*           |                       | PS          | Danielle Combe            |                 | DVD             |
| Commercy                    | Alain Verneau*           | Jean-Philippe Vautrin | PS          |                           | DVD             |                 |
| Damvillers                  | Roland Jehannin*         |                       | PS          | Canton supprimé           | Canton supprimé | Canton supprimé |
| Dieue-sur-Meuse             | Canton créé              | Canton créé           | Canton créé | Serge Nahant              |                 | UDI             |
| Dieue-sur-Meuse             | Canton créé              | Canton créé           | Canton créé | Frédérique Serré          |                 | DVD             |
| Dun-sur-Meuse               | Alain Plun               |                       | SE          | Canton supprimé           | Canton supprimé | Canton supprimé |
| Étain                       | Jean Picart              |                       | PCF         | Jean Picart               |                 | PCF             |
| Étain                       | Jean Picart              | Marie-Astrid Strauss  | PCF         |                           | PCF             |                 |
| Fresnes-en-Woëvre           | Jean-Marie Cousin        |                       | UDI         | Canton supprimé           | Canton supprimé | Canton supprimé |
| Gondrecourt-le-Château      | Daniel Lhuillier*        |                       | PS          | Canton supprimé           | Canton supprimé | Canton supprimé |
| Ligny-en-Barrois            | Roger Beauxerois         |                       | PS          | Élisabeth Guerquin        |                 | DVD             |
| Ligny-en-Barrois            | Roger Beauxerois         | Daniel Ruhland        | PS          |                           | DVD             |                 |
| Montfaucon-d'Argonne        | Denis Cordonnier*        |                       | UMP         | Canton supprimé           | Canton supprimé | Canton supprimé |
| Montiers-sur-Saulx          | Daniel Ruhland           |                       | DVD         | Canton supprimé           | Canton supprimé | Canton supprimé |
| Montmédy                    | Claude Léonard*          |                       | UMP         | Dominique Aarnink-Géminel |                 | UMP             |
| Montmédy                    | Claude Léonard*          | Claude Léonard        | UMP         |                           | UMP             |                 |
| Pierrefitte-sur-Aire        | Christian Namy           |                       | UDI         | Canton supprimé           | Canton supprimé | Canton supprimé |
| Revigny-sur-Ornain          | Pierre Burgain           |                       | PS          | Pierre Burgain            |                 | PS              |
| Revigny-sur-Ornain          | Pierre Burgain           | Isabelle Jochymski    | PS          |                           | PS              |                 |
| Saint-Mihiel                | Philippe Martin*         |                       | UDI         | Marianne Prot             |                 | FN              |
| Saint-Mihiel                | Philippe Martin*         | Bruno Rota            | UDI         |                           | FN              |                 |
| Seuil-d'Argonne             | Dominique Maréchal*      |                       | UMP         | Canton supprimé           | Canton supprimé | Canton supprimé |
| Souilly                     | Serge Nahant             |                       | UDI         | Canton supprimé           | Canton supprimé | Canton supprimé |
| Spincourt                   | Jean-Marie Missler       |                       | DVD         | Canton supprimé           | Canton supprimé | Canton supprimé |
| Stenay                      | Stéphane Perrin          |                       | DVD         | Évelyne Jacquet           |                 | DVD             |
| Stenay                      | Stéphane Perrin          | Stéphane Perrin       | DVD         |                           | DVD             |                 |
| Vaubecourt                  | Olivier Poutrieux*       |                       | UDI         | Canton supprimé           | Canton supprimé | Canton supprimé |
| Vaucouleurs                 | Gérard Lahure*           |                       | DVD         | Catherine Bertaux         |                 | DVD             |
| Vaucouleurs                 | Gérard Lahure*           | André Jannot          | DVD         |                           | DVD             |                 |
| Varennes-en-Argonne         | Jean-François Lamorlette |                       | UMP         | Canton supprimé           | Canton supprimé | Canton supprimé |
| Vavincourt                  | Jean-Claude Salziger     |                       | PS          | Canton supprimé           | Canton supprimé | Canton supprimé |
| Verdun-Centre               | Claudine Becq-Vinci*     |                       | UMP         | Canton supprimé           | Canton supprimé | Canton supprimé |
| Verdun-Est                  | Guy Navel                |                       | PRG         | Canton supprimé           | Canton supprimé | Canton supprimé |
| Verdun-Ouest                | Samuel Hazard            |                       | PS          | Canton supprimé           | Canton supprimé | Canton supprimé |
| Vigneulles-lès-Hattonchâtel | Sylvain Denoyelle        |                       | UDI         | Canton supprimé           | Canton supprimé | Canton supprimé |
| Void-Vacon                  | André Jannot             |                       | DVD         | Canton supprimé           | Canton supprimé | Canton supprimé |
| Verdun-1                    | Canton créé              | Canton créé           | Canton créé | Marie-Jeanne Dumont       |                 | PS              |
| Verdun-1                    | Canton créé              | Canton créé           | Canton créé | Samuel Hazard             |                 | PS              |
| Verdun-2                    | Canton créé              | Canton créé           | Canton créé | Jérôme Dumont             |                 | UMP             |
| Verdun-2                    | Canton créé              | Canton créé           | Canton créé | Véronique Philippe        |                 | UMP             |

* Conseillers généraux sortants ne se représentant pas

## Résultats par canton

### Canton d'Ancerville
| Candidats            | Candidats            | Partis      | Partis      | Premier tour | Premier tour | Second tour | Second tour |
| Candidats            | Candidats            | Partis      | Partis      | Voix         | %            | Voix        | %           |
| -------------------- | -------------------- | ----------- | ----------- | ------------ | ------------ | ----------- | ----------- |
| 1                    | Francis Thirion      |             | UDI         | 1 000        | 19,91        |             |             |
| 1                    | Rosine Voisot        |             | UDI         | 1 000        | 19,91        |             |             |
| 2                    | Jean-Louis Canova*   |             | DVD         | 2 051        | 40,83        | 2 849       | 57,63       |
| 2                    | Hélène Sigot-Lemoine |             | UMP         | 2 051        | 40,83        | 2 849       | 57,63       |
| 3                    | Lionel Chevalley     |             | FN          | 1 972        | 39,26        | 2 095       | 42,37       |
| 3                    | Annick Gérard        |             | FN          | 1 972        | 39,26        | 2 095       | 42,37       |
|                      |                      |             |             |              |              |             |             |
| Inscrits             | Inscrits             | Inscrits    | Inscrits    | 10 481       | 100,00       | 10 478      | 100,00      |
| Abstentions          | Abstentions          | Abstentions | Abstentions | 5 066        | 48,34        | 5 100       | 48,67       |
| Votants              | Votants              | Votants     | Votants     | 5 415        | 51,66        | 5 378       | 51,33       |
| Blancs               | Blancs               | Blancs      | Blancs      | 275          | 5,08         | 319         | 5,93        |
| Nuls                 | Nuls                 | Nuls        | Nuls        | 117          | 2,16         | 115         | 2,14        |
| Exprimés             | Exprimés             | Exprimés    | Exprimés    | 5 023        | 92,76        | 4 944       | 91,93       |
| * conseiller sortant |                      |             |             |              |              |             |             |

### Canton de Bar-le-Duc-1
| Candidats            | Candidats          | Partis      | Partis      | Premier tour | Premier tour | Second tour | Second tour |
| Candidats            | Candidats          | Partis      | Partis      | Voix         | %            | Voix        | %           |
| -------------------- | ------------------ | ----------- | ----------- | ------------ | ------------ | ----------- | ----------- |
| 1                    | Stéphanie Cochener |             | DVD         | 441          | 9,87         |             |             |
| 1                    | Gilles Latour      |             | DVD         | 441          | 9,87         |             |             |
| 2                    | Andrée Grandchamp  |             | FN          | 1 127        | 25,24        |             |             |
| 2                    | Claude Vaury       |             | FN          | 1 127        | 25,24        |             |             |
| 3                    | Patricia Champion  |             | UDI         | 1 493        | 33,43        | 2 198       | 55,86       |
| 3                    | Arnaud Merveille   |             | UMP         | 1 493        | 33,43        | 2 198       | 55,86       |
| 4                    | Diana André*       |             | PS          | 1 405        | 31,46        | 1 737       | 44,14       |
| 4                    | Arnaud Mac Farlane |             | PS          | 1 405        | 31,46        | 1 737       | 44,14       |
|                      |                    |             |             |              |              |             |             |
| Inscrits             | Inscrits           | Inscrits    | Inscrits    | 9 475        | 100,00       | 9 476       | 100,00      |
| Abstentions          | Abstentions        | Abstentions | Abstentions | 4 664        | 49,22        | 5 021       | 52,99       |
| Votants              | Votants            | Votants     | Votants     | 4 811        | 50,78        | 4 455       | 47,01       |
| Blancs               | Blancs             | Blancs      | Blancs      | 225          | 4,68         | 324         | 7,27        |
| Nuls                 | Nuls               | Nuls        | Nuls        | 120          | 2,49         | 196         | 4,40        |
| Exprimés             | Exprimés           | Exprimés    | Exprimés    | 4 466        | 92,83        | 3 935       | 88,33       |
| * conseiller sortant |                    |             |             |              |              |             |             |

### Canton de Bar-le-Duc-2
| Candidats            | Candidats             | Partis      | Partis      | Premier tour | Premier tour | Second tour | Second tour |
| Candidats            | Candidats             | Partis      | Partis      | Voix         | %            | Voix        | %           |
| -------------------- | --------------------- | ----------- | ----------- | ------------ | ------------ | ----------- | ----------- |
| 1                    | Jeannine Chabanois    |             | DLF         | 143          | 3,69         |             |             |
| 1                    | Philippe Fournier     |             | DLF         | 143          | 3,69         |             |             |
| 2                    | Philippe Serrier      |             | PCF         | 389          | 10,05        |             |             |
| 2                    | Mélanie Tsagouris     |             | PCF         | 389          | 10,05        |             |             |
| 3                    | Jean-Baptiste Gravier |             | FN          | 976          | 25,21        |             |             |
| 3                    | Murielle Thomas       |             | FN          | 976          | 25,21        |             |             |
| 4                    | Gérard Abbas          |             | UMP         | 1 350        | 34,87        | 1 852       | 53,67       |
| 4                    | Martine Joly          |             | UDI         | 1 350        | 34,87        | 1 852       | 53,67       |
| 5                    | Mireille Goeder       |             | PS          | 1 014        | 26,19        | 1 599       | 46,33       |
| 5                    | Jean-Claude Salziger* |             | PS          | 1 014        | 26,19        | 1 599       | 46,33       |
|                      |                       |             |             |              |              |             |             |
| Inscrits             | Inscrits              | Inscrits    | Inscrits    | 8 320        | 100,00       | 8 303       | 100,00      |
| Abstentions          | Abstentions           | Abstentions | Abstentions | 4 230        | 50,84        | 4 474       | 53,88       |
| Votants              | Votants               | Votants     | Votants     | 4 090        | 49,16        | 3 829       | 46,12       |
| Blancs               | Blancs                | Blancs      | Blancs      | 170          | 4,16         | 241         | 6,29        |
| Nuls                 | Nuls                  | Nuls        | Nuls        | 48           | 1,17         | 137         | 3,58        |
| Exprimés             | Exprimés              | Exprimés    | Exprimés    | 3 872        | 94,67        | 3 451       | 90,13       |
| * conseiller sortant |                       |             |             |              |              |             |             |

### Canton de Belleville-sur-Meuse
| Candidats            | Candidats         | Partis      | Partis      | Premier tour | Premier tour | Second tour | Second tour |
| Candidats            | Candidats         | Partis      | Partis      | Voix         | %            | Voix        | %           |
| -------------------- | ----------------- | ----------- | ----------- | ------------ | ------------ | ----------- | ----------- |
| 1                    | Benoît Bailliot   |             | FN          | 1 005        | 28,45        | 1 154       | 34,11       |
| 1                    | Danielle Lepointe |             | FN          | 1 005        | 28,45        | 1 154       | 34,11       |
| 2                    | Samuel Ambrosio   |             | UMP         | 812          | 22,98        |             |             |
| 2                    | Anne Moinaux      |             | DVD         | 812          | 22,98        |             |             |
| 3                    | Régine Munerelle  |             | DVD         | 1 716        | 48,57        | 2 229       | 65,89       |
| 3                    | Yves Peltier*     |             | MPF         | 1 716        | 48,57        | 2 229       | 65,89       |
|                      |                   |             |             |              |              |             |             |
| Inscrits             | Inscrits          | Inscrits    | Inscrits    | 6 774        | 100,00       | 6 776       | 100,00      |
| Abstentions          | Abstentions       | Abstentions | Abstentions | 3 025        | 44,66        | 3 068       | 45,28       |
| Votants              | Votants           | Votants     | Votants     | 3 749        | 55,34        | 3 708       | 54,72       |
| Blancs               | Blancs            | Blancs      | Blancs      | 147          | 3,92         | 230         | 6,20        |
| Nuls                 | Nuls              | Nuls        | Nuls        | 69           | 1,84         | 95          | 2,56        |
| Exprimés             | Exprimés          | Exprimés    | Exprimés    | 3 533        | 94,24        | 3 383       | 91,24       |
| * conseiller sortant |                   |             |             |              |              |             |             |

### Canton de Bouligny
| Candidats            | Candidats           | Partis      | Partis      | Premier tour | Premier tour |
| Candidats            | Candidats           | Partis      | Partis      | Voix         | %            |
| -------------------- | ------------------- | ----------- | ----------- | ------------ | ------------ |
| 1                    | Jean Canévet        |             | FN          | 938          | 31,44        |
| 1                    | Myriame Laidier     |             | FN          | 938          | 31,44        |
| 2                    | Jocelyne Antoine    |             | DVD         | 2 045        | 68,56        |
| 2                    | Jean-Marie Missler* |             | DVD         | 2 045        | 68,56        |
|                      |                     |             |             |              |              |
| Inscrits             | Inscrits            | Inscrits    | Inscrits    | 6 316        | 100,00       |
| Abstentions          | Abstentions         | Abstentions | Abstentions | 3 128        | 49,53        |
| Votants              | Votants             | Votants     | Votants     | 3 188        | 50,47        |
| Blancs               | Blancs              | Blancs      | Blancs      | 133          | 4,17         |
| Nuls                 | Nuls                | Nuls        | Nuls        | 72           | 2,26         |
| Exprimés             | Exprimés            | Exprimés    | Exprimés    | 2 983        | 93,57        |
| * conseiller sortant |                     |             |             |              |              |

### Canton de Clermont-en-Argonne
| Candidats            | Candidats                 | Partis      | Partis      | Premier tour | Premier tour | Second tour | Second tour |
| Candidats            | Candidats                 | Partis      | Partis      | Voix         | %            | Voix        | %           |
| -------------------- | ------------------------- | ----------- | ----------- | ------------ | ------------ | ----------- | ----------- |
| 1                    | David Le Budet            |             | FN          | 1 079        | 27,53        | 1 033       | 25,57       |
| 1                    | Thérèse Lenormand         |             | FN          | 1 079        | 27,53        | 1 033       | 25,57       |
| 2                    | Christian Ponsignon*      |             | PS          | 1 004        | 25,61        | 887         | 21,96       |
| 2                    | Françoise Tessier         |             | PS          | 1 004        | 25,61        | 887         | 21,96       |
| 3                    | Jean-François Lamorlette* |             | UMP         | 1 837        | 46,86        | 2 120       | 52,48       |
| 3                    | Arlette Palanson          |             | UMP         | 1 837        | 46,86        | 2 120       | 52,48       |
|                      |                           |             |             |              |              |             |             |
| Inscrits             | Inscrits                  | Inscrits    | Inscrits    | 7 111        | 100,00       | 7 115       | 100,00      |
| Abstentions          | Abstentions               | Abstentions | Abstentions | 2 967        | 41,72        | 2 911       | 40,91       |
| Votants              | Votants                   | Votants     | Votants     | 4 144        | 58,28        | 4 204       | 59,09       |
| Blancs               | Blancs                    | Blancs      | Blancs      | 164          | 3,96         | 124         | 2,95        |
| Nuls                 | Nuls                      | Nuls        | Nuls        | 60           | 1,45         | 40          | 0,95        |
| Exprimés             | Exprimés                  | Exprimés    | Exprimés    | 3 920        | 94,59        | 4 040       | 96,10       |
| * conseiller sortant |                           |             |             |              |              |             |             |

### Canton de Commercy
| Candidats   | Candidats             | Partis      | Partis      | Premier tour | Premier tour | Second tour | Second tour |
| Candidats   | Candidats             | Partis      | Partis      | Voix         | %            | Voix        | %           |
| ----------- | --------------------- | ----------- | ----------- | ------------ | ------------ | ----------- | ----------- |
| 1           | Jean-Paul Cravedi     |             | FN          | 1 301        | 31,00        | 1 415       | 37,77       |
| 1           | Corinne Kaufmann      |             | FN          | 1 301        | 31,00        | 1 415       | 37,77       |
| 2           | Gérardo Lando         |             | PCF         | 439          | 10,46        |             |             |
| 2           | Christine Velsch      |             | PCF         | 439          | 10,46        |             |             |
| 3           | Rachel Cot            |             | PS          | 940          | 22,40        |             |             |
| 3           | Olivier Guckert       |             | PS          | 940          | 22,40        |             |             |
| 4           | Danielle Combe        |             | DVD         | 1 517        | 36,14        | 2 331       | 62,23       |
| 4           | Jean-Philippe Vautrin |             | DVD         | 1 517        | 36,14        | 2 331       | 62,23       |
|             |                       |             |             |              |              |             |             |
| Inscrits    | Inscrits              | Inscrits    | Inscrits    | 8 403        | 100,00       | 8 399       | 100,00      |
| Abstentions | Abstentions           | Abstentions | Abstentions | 3 983        | 47,40        | 4 152       | 49,43       |
| Votants     | Votants               | Votants     | Votants     | 4 420        | 52,60        | 4 247       | 50,57       |
| Blancs      | Blancs                | Blancs      | Blancs      | 159          | 3,60         | 334         | 7,86        |
| Nuls        | Nuls                  | Nuls        | Nuls        | 64           | 1,45         | 167         | 3,93        |
| Exprimés    | Exprimés              | Exprimés    | Exprimés    | 4 197        | 94,95        | 3 746       | 88,20       |

### Canton de Dieue-sur-Meuse
| Candidats            | Candidats         | Partis      | Partis      | Premier tour | Premier tour | Second tour | Second tour |
| Candidats            | Candidats         | Partis      | Partis      | Voix         | %            | Voix        | %           |
| -------------------- | ----------------- | ----------- | ----------- | ------------ | ------------ | ----------- | ----------- |
| 1                    | Josiane Dautel    |             | FN          | 1 339        | 25,18        | 1 287       | 24,24       |
| 1                    | David Masson-Weyl |             | FN          | 1 339        | 25,18        | 1 287       | 24,24       |
| 2                    | Serge Nahant*     |             | UDI         | 1 760        | 33,10        | 2 355       | 44,35       |
| 2                    | Frédérique Serré  |             | DVD         | 1 760        | 33,10        | 2 355       | 44,35       |
| 3                    | Christine Habart  |             | UDI         | 1 371        | 25,79        | 1 668       | 31,41       |
| 3                    | Christian Namy*   |             | UDI         | 1 371        | 25,79        | 1 668       | 31,41       |
| 4                    | Guy Navel*        |             | PRG         | 847          | 15,93        |             |             |
| 4                    | Annie Pérot       |             | PS          | 847          | 15,93        |             |             |
|                      |                   |             |             |              |              |             |             |
| Inscrits             | Inscrits          | Inscrits    | Inscrits    | 9 760        | 100,00       | 9 746       | 100,00      |
| Abstentions          | Abstentions       | Abstentions | Abstentions | 4 121        | 42,22        | 4 132       | 42,40       |
| Votants              | Votants           | Votants     | Votants     | 5 639        | 57,78        | 5 614       | 57,60       |
| Blancs               | Blancs            | Blancs      | Blancs      | 224          | 3,97         | 215         | 3,83        |
| Nuls                 | Nuls              | Nuls        | Nuls        | 98           | 1,74         | 89          | 1,59        |
| Exprimés             | Exprimés          | Exprimés    | Exprimés    | 5 317        | 94,29        | 5 310       | 94,58       |
| * conseiller sortant |                   |             |             |              |              |             |             |

### Canton d'Étain
| Candidats            | Candidats            | Partis      | Partis      | Premier tour | Premier tour | Second tour | Second tour |
| Candidats            | Candidats            | Partis      | Partis      | Voix         | %            | Voix        | %           |
| -------------------- | -------------------- | ----------- | ----------- | ------------ | ------------ | ----------- | ----------- |
| 1                    | Jean-Marc Macel      |             | FN          | 1 261        | 30,83        | 1 301       | 30,14       |
| 1                    | Christelle Marc      |             | FN          | 1 261        | 30,83        | 1 301       | 30,14       |
| 2                    | Jean Picart*         |             | PCF         | 1 176        | 28,75        | 1 553       | 35,98       |
| 2                    | Marie-Astrid Strauss |             | PCF         | 1 176        | 28,75        | 1 553       | 35,98       |
| 3                    | Laurent Joyeux       |             | UMP         | 641          | 15,67        |             |             |
| 3                    | Pascale Vignol       |             | UMP         | 641          | 15,67        |             |             |
| 4                    | Jean-Marie Cousin*   |             | UDI         | 1 012        | 24,74        | 1 462       | 33,87       |
| 4                    | Nicole Jourdan       |             | UDI         | 1 012        | 24,74        | 1 462       | 33,87       |
|                      |                      |             |             |              |              |             |             |
| Inscrits             | Inscrits             | Inscrits    | Inscrits    | 7 641        | 100,00       | 7 641       | 100,00      |
| Abstentions          | Abstentions          | Abstentions | Abstentions | 3 360        | 43,97        | 3 194       | 41,80       |
| Votants              | Votants              | Votants     | Votants     | 4 281        | 56,03        | 4 447       | 58,20       |
| Blancs               | Blancs               | Blancs      | Blancs      | 144          | 3,36         | 94          | 2,11        |
| Nuls                 | Nuls                 | Nuls        | Nuls        | 47           | 1,10         | 37          | 0,83        |
| Exprimés             | Exprimés             | Exprimés    | Exprimés    | 4 090        | 95,54        | 4 316       | 97,05       |
| * conseiller sortant |                      |             |             |              |              |             |             |

### Canton de Ligny-en-Barrois
| Candidats            | Candidats            | Partis      | Partis      | Premier tour | Premier tour | Second tour | Second tour |
| Candidats            | Candidats            | Partis      | Partis      | Voix         | %            | Voix        | %           |
| -------------------- | -------------------- | ----------- | ----------- | ------------ | ------------ | ----------- | ----------- |
| 1                    | Roger Beauxerois*    |             | PS          | 1 011        | 21,03        |             |             |
| 1                    | Laurence Bonnet      |             | DVG         | 1 011        | 21,03        |             |             |
| 2                    | Jean-Marc Fleury     |             | EÉLV        | 451          | 9,38         |             |             |
| 2                    | Irène Gunepin        |             | EÉLV        | 451          | 9,38         |             |             |
| 3                    | Anne-Marie Fernandes |             | FN          | 1 656        | 34,44        | 1 892       | 41,13       |
| 3                    | Bernard Simonin      |             | FN          | 1 656        | 34,44        | 1 892       | 41,13       |
| 4                    | Élisabeth Guerquin   |             | DVD         | 1 690        | 35,15        | 2 708       | 58,87       |
| 4                    | Daniel Ruhland*      |             | DVD         | 1 690        | 35,15        | 2 708       | 58,87       |
|                      |                      |             |             |              |              |             |             |
| Inscrits             | Inscrits             | Inscrits    | Inscrits    | 9 861        | 100,00       | 9 859       | 100,00      |
| Abstentions          | Abstentions          | Abstentions | Abstentions | 4 725        | 47,92        | 4 722       | 47,90       |
| Votants              | Votants              | Votants     | Votants     | 5 136        | 52,08        | 5 137       | 52,10       |
| Blancs               | Blancs               | Blancs      | Blancs      | 236          | 4,60         | 368         | 7,16        |
| Nuls                 | Nuls                 | Nuls        | Nuls        | 92           | 1,79         | 169         | 3,29        |
| Exprimés             | Exprimés             | Exprimés    | Exprimés    | 4 808        | 93,61        | 4 600       | 89,55       |
| * conseiller sortant |                      |             |             |              |              |             |             |

### Canton de Montmédy
| Candidats            | Candidats                 | Partis      | Partis      | Premier tour | Premier tour | Second tour | Second tour |
| Candidats            | Candidats                 | Partis      | Partis      | Voix         | %            | Voix        | %           |
| -------------------- | ------------------------- | ----------- | ----------- | ------------ | ------------ | ----------- | ----------- |
| 1                    | Dominique Aarnink-Géminel |             | UMP         | 1 298        | 41,31        | 1 423       | 44,52       |
| 1                    | Claude Léonard*           |             | UMP         | 1 298        | 41,31        | 1 423       | 44,52       |
| 2                    | Marylène Gracia           |             | PS          | 864          | 27,50        | 829         | 25,94       |
| 2                    | Jacques Stalars           |             | PS          | 864          | 27,50        | 829         | 25,94       |
| 3                    | Francis Dossogne          |             | FN          | 980          | 31,19        | 944         | 29,54       |
| 3                    | Nicole Samson             |             | FN          | 980          | 31,19        | 944         | 29,54       |
|                      |                           |             |             |              |              |             |             |
| Inscrits             | Inscrits                  | Inscrits    | Inscrits    | 6 156        | 100,00       | 6 156       | 100,00      |
| Abstentions          | Abstentions               | Abstentions | Abstentions | 2 848        | 46,26        | 2 842       | 46,17       |
| Votants              | Votants                   | Votants     | Votants     | 3 308        | 53,74        | 3 314       | 53,83       |
| Blancs               | Blancs                    | Blancs      | Blancs      | 119          | 3,60         | 85          | 2,56        |
| Nuls                 | Nuls                      | Nuls        | Nuls        | 47           | 1,42         | 33          | 1,00        |
| Exprimés             | Exprimés                  | Exprimés    | Exprimés    | 3 142        | 94,98        | 3 196       | 96,44       |
| * conseiller sortant |                           |             |             |              |              |             |             |

### Canton de Revigny-sur-Ornain
| Candidats            | Candidats            | Partis      | Partis      | Premier tour | Premier tour | Second tour | Second tour |
| Candidats            | Candidats            | Partis      | Partis      | Voix         | %            | Voix        | %           |
| -------------------- | -------------------- | ----------- | ----------- | ------------ | ------------ | ----------- | ----------- |
| 1                    | Dimitri Demange      |             | COM         | 166          | 3,67         |             |             |
| 1                    | Mylène Lebrun        |             | COM         | 166          | 3,67         |             |             |
| 2                    | Pierre Burgain*      |             | PS          | 1 666        | 36,84        | 1 905       | 40,63       |
| 2                    | Isabelle Jochymski   |             | PS          | 1 666        | 36,84        | 1 905       | 40,63       |
| 3                    | Christophe Antoine   |             | UMP         | 1 198        | 26,49        | 1 339       | 28,56       |
| 3                    | Régine Claquin-Gaire |             | UMP         | 1 198        | 26,49        | 1 339       | 28,56       |
| 4                    | Christian Renould    |             | FN          | 1 492        | 32,99        | 1 445       | 30,82       |
| 4                    | Nadia Vaury          |             | FN          | 1 492        | 32,99        | 1 445       | 30,82       |
|                      |                      |             |             |              |              |             |             |
| Inscrits             | Inscrits             | Inscrits    | Inscrits    | 8 710        | 100,00       | 8 691       | 100,00      |
| Abstentions          | Abstentions          | Abstentions | Abstentions | 3 923        | 45,04        | 3 834       | 44,11       |
| Votants              | Votants              | Votants     | Votants     | 4 787        | 54,96        | 4 857       | 55,89       |
| Blancs               | Blancs               | Blancs      | Blancs      | 190          | 3,97         | 133         | 2,74        |
| Nuls                 | Nuls                 | Nuls        | Nuls        | 75           | 1,57         | 35          | 0,72        |
| Exprimés             | Exprimés             | Exprimés    | Exprimés    | 4 522        | 94,46        | 4 689       | 96,54       |
| * conseiller sortant |                      |             |             |              |              |             |             |

### Canton de Saint-Mihiel
| Candidats            | Candidats              | Partis      | Partis      | Premier tour | Premier tour | Second tour | Second tour |
| Candidats            | Candidats              | Partis      | Partis      | Voix         | %            | Voix        | %           |
| -------------------- | ---------------------- | ----------- | ----------- | ------------ | ------------ | ----------- | ----------- |
| 1                    | Marianne Prot          |             | FN          | 1 565        | 33,74        | 1 873       | 38,29       |
| 1                    | Bruno Rota             |             | FN          | 1 565        | 33,74        | 1 873       | 38,29       |
| 2                    | Sèverine François      |             | PS          | 1 102        | 23,76        | 1 172       | 23,96       |
| 2                    | Thibaut Villemin       |             | PS          | 1 102        | 23,76        | 1 172       | 23,96       |
| 3                    | Sylvain Denoyelle*     |             | UDI         | 1 338        | 28,84        | 1 847       | 37,76       |
| 3                    | Marie-Christine Tonner |             | UDI         | 1 338        | 28,84        | 1 847       | 37,76       |
| 4                    | Marc Billon            |             | UMP         | 634          | 13,67        |             |             |
| 4                    | Frédérique Cadet       |             | UMP         | 634          | 13,67        |             |             |
|                      |                        |             |             |              |              |             |             |
| Inscrits             | Inscrits               | Inscrits    | Inscrits    | 8 589        | 100,00       | 8 594       | 100,00      |
| Abstentions          | Abstentions            | Abstentions | Abstentions | 3 724        | 43,36        | 3 509       | 40,83       |
| Votants              | Votants                | Votants     | Votants     | 4 865        | 56,64        | 5 085       | 59,17       |
| Blancs               | Blancs                 | Blancs      | Blancs      | 161          | 3,31         | 141         | 2,77        |
| Nuls                 | Nuls                   | Nuls        | Nuls        | 65           | 1,34         | 52          | 1,02        |
| Exprimés             | Exprimés               | Exprimés    | Exprimés    | 4 639        | 95,35        | 4 892       | 96,20       |
| * conseiller sortant |                        |             |             |              |              |             |             |

### Canton de Stenay
| Candidats            | Candidats        | Partis      | Partis      | Premier tour | Premier tour | Second tour | Second tour |
| Candidats            | Candidats        | Partis      | Partis      | Voix         | %            | Voix        | %           |
| -------------------- | ---------------- | ----------- | ----------- | ------------ | ------------ | ----------- | ----------- |
| 1                    | Alain Plun*      |             | DVD         | 911          | 27,33        | 1 152       | 38,77       |
| 1                    | Laurence Raulet  |             | DVD         | 911          | 27,33        | 1 152       | 38,77       |
| 2                    | Joel Defaux      |             | FN          | 834          | 25,02        | Retrait     | Retrait     |
| 2                    | Delphine Lambert |             | FN          | 834          | 25,02        | Retrait     | Retrait     |
| 3                    | Évelyne Jacquet  |             | DVD         | 1 588        | 47,64        | 1 819       | 61,23       |
| 3                    | Stéphane Perrin* |             | DVD         | 1 588        | 47,64        | 1 819       | 61,23       |
|                      |                  |             |             |              |              |             |             |
| Inscrits             | Inscrits         | Inscrits    | Inscrits    | 6 444        | 100,00       | 6 447       | 100,00      |
| Abstentions          | Abstentions      | Abstentions | Abstentions | 2 915        | 45,24        | 3 158       | 48,98       |
| Votants              | Votants          | Votants     | Votants     | 3 529        | 54,76        | 3 289       | 51,02       |
| Blancs               | Blancs           | Blancs      | Blancs      | 150          | 4,25         | 215         | 6,54        |
| Nuls                 | Nuls             | Nuls        | Nuls        | 46           | 1,30         | 103         | 3,13        |
| Exprimés             | Exprimés         | Exprimés    | Exprimés    | 3 333        | 94,45        | 2 971       | 90,33       |
| * conseiller sortant |                  |             |             |              |              |             |             |

Le binôme du Front national qui était pourtant en ballottage après le premier tour ne se maintient pas au second tour, la candidate remplaçante affirmant avoir été inscrite contre son gré.

### Canton de Vaucouleurs
| Candidats            | Candidats           | Partis      | Partis      | Premier tour | Premier tour |
| Candidats            | Candidats           | Partis      | Partis      | Voix         | %            |
| -------------------- | ------------------- | ----------- | ----------- | ------------ | ------------ |
| 1                    | Ghislaine Di Risio  |             | FN          | 1 713        | 34,50        |
| 1                    | Jean-Pierre Lamotte |             | FN          | 1 713        | 34,50        |
| 2                    | Catherine Bertaux   |             | DVD         | 3 252        | 65,50        |
| 2                    | André Jannot*       |             | DVD         | 3 252        | 65,50        |
|                      |                     |             |             |              |              |
| Inscrits             | Inscrits            | Inscrits    | Inscrits    | 9 431        | 100,00       |
| Abstentions          | Abstentions         | Abstentions | Abstentions | 4 071        | 43,17        |
| Votants              | Votants             | Votants     | Votants     | 5 360        | 56,83        |
| Blancs               | Blancs              | Blancs      | Blancs      | 293          | 5,47         |
| Nuls                 | Nuls                | Nuls        | Nuls        | 102          | 1,90         |
| Exprimés             | Exprimés            | Exprimés    | Exprimés    | 4 965        | 92,63        |
| * conseiller sortant |                     |             |             |              |              |

### Canton de Verdun-1
| Candidats            | Candidats                    | Partis      | Partis      | Premier tour | Premier tour | Second tour | Second tour |
| Candidats            | Candidats                    | Partis      | Partis      | Voix         | %            | Voix        | %           |
| -------------------- | ---------------------------- | ----------- | ----------- | ------------ | ------------ | ----------- | ----------- |
| 1                    | Noël Dautel                  |             | FN          | 748          | 24,73        |             |             |
| 1                    | Christine Migeot             |             | FN          | 748          | 24,73        |             |             |
| 2                    | Marie-Jeanne Dumont          |             | PS          | 1 373        | 45,39        | 1 650       | 58,78       |
| 2                    | Samuel Hazard*               |             | PS          | 1 373        | 45,39        | 1 650       | 58,78       |
| 3                    | François-Xavier Franceschini |             | PCF         | 110          | 3,64         |             |             |
| 3                    | Annie Wanham                 |             | PCF         | 110          | 3,64         |             |             |
| 4                    | Didier Fléaux                |             | UMP         | 794          | 26,25        | 1 157       | 41,22       |
| 4                    | Julie Fleurant               |             | UMP         | 794          | 26,25        | 1 157       | 41,22       |
|                      |                              |             |             |              |              |             |             |
| Inscrits             | Inscrits                     | Inscrits    | Inscrits    | 7 039        | 100,00       | 7 039       | 100,00      |
| Abstentions          | Abstentions                  | Abstentions | Abstentions | 3 909        | 55,53        | 4 053       | 57,58       |
| Votants              | Votants                      | Votants     | Votants     | 3 130        | 44,47        | 2 986       | 42,42       |
| Blancs               | Blancs                       | Blancs      | Blancs      | 77           | 2,46         | 118         | 3,95        |
| Nuls                 | Nuls                         | Nuls        | Nuls        | 28           | 0,89         | 61          | 2,04        |
| Exprimés             | Exprimés                     | Exprimés    | Exprimés    | 3 025        | 96,65        | 2 807       | 94,01       |
| * conseiller sortant |                              |             |             |              |              |             |             |

### Canton de Verdun-2
| Candidats   | Candidats            | Partis      | Partis      | Premier tour | Premier tour | Second tour | Second tour |
| Candidats   | Candidats            | Partis      | Partis      | Voix         | %            | Voix        | %           |
| ----------- | -------------------- | ----------- | ----------- | ------------ | ------------ | ----------- | ----------- |
| 1           | Catherine Limosin    |             | FN          | 950          | 28,08        |             |             |
| 1           | Gilbert Prot         |             | FN          | 950          | 28,08        |             |             |
| 2           | Sarah Szymanski      |             | PS          | 986          | 29,15        | 1 559       | 48,96       |
| 2           | Jean-François Thomas |             | PS          | 986          | 29,15        | 1 559       | 48,96       |
| 3           | Monique Caqué        |             | FG          | 233          | 6,89         |             |             |
| 3           | Roland Rouyère       |             | FG          | 233          | 6,89         |             |             |
| 4           | Christel Renaud      |             | DVD         | 236          | 6,98         |             |             |
| 4           | Robert Weiten        |             | DVD         | 236          | 6,98         |             |             |
| 5           | Jérôme Dumont        |             | UMP         | 978          | 28,91        | 1 625       | 51,04       |
| 5           | Véronique Philippe   |             | UMP         | 978          | 28,91        | 1 625       | 51,04       |
|             |                      |             |             |              |              |             |             |
| Inscrits    | Inscrits             | Inscrits    | Inscrits    | 7 834        | 100,00       | 7 833       | 100,00      |
| Abstentions | Abstentions          | Abstentions | Abstentions | 4 261        | 54,39        | 4 329       | 55,27       |
| Votants     | Votants              | Votants     | Votants     | 3 573        | 45,61        | 3 504       | 44,73       |
| Blancs      | Blancs               | Blancs      | Blancs      | 144          | 4,03         | 227         | 6,48        |
| Nuls        | Nuls                 | Nuls        | Nuls        | 46           | 1,29         | 93          | 2,65        |
| Exprimés    | Exprimés             | Exprimés    | Exprimés    | 3 383        | 94,68        | 3 184       | 90,87       |